# Combat de femmes
Combat de femmes (Combate de mujeres) est une huile sur toile réalisée par José de Ribera (il Spagnoletto) en 1636. De dimensions 235 × 212 cm, elle est conservée au musée du Prado, à Madrid.

## Description
Il illustre un épisode légendaire situé à Naples en 1552 : deux dames, Isabelle de Carazzi et Diambra de Pottinella, s'y seraient affrontées en duel en présence du marquis del Vasto, pour l'amour d'un homme nommé Fabio di Zeresola.

## Analyse
Le tableau, signé et daté, a été produit à Naples en 1636.
La peinture a également été interprétée comme une allégorie de la lutte entre le Vice et la Vertu.